# Claes Andersson (nadador)
Claes Andersson es un deportista sueco que compitió en natación. Fue campeón de Europa durante el Campeonato Europeo de Natación en Piscina Corta de 2000, en la prueba de 4x50 metros libres.

## Palmarés internacional
| Campeonato Europeo en Piscina Corta | Campeonato Europeo en Piscina Corta | Campeonato Europeo en Piscina Corta | Campeonato Europeo en Piscina Corta |
| Año                                 | Lugar                               | Medalla                             | Prueba                              |
| ----------------------------------- | ----------------------------------- | ----------------------------------- | ----------------------------------- |
| 2000                                | Valencia (España)                   | Medalla de oro                      | 4 × 50 m libre                      |